# Nusse
Nusse település Németországban, Schleswig-Holstein tartományban. Lakosainak száma 1171 fő (2023. december 31.).

## Népesség
A település népességének változása:
| Lakosok száma | 767  | 1091 | 1108 | 1161 | 1156 | 1171 |
|               | 1975 | 2017 | 2019 | 2021 | 2022 | 2023 |